# Уральский атомный кластер
Уральский атомный кластер (УАК) — комплекс производственных, научно-технических предприятий и поддерживающей их инфраструктуры, оптимизированный для выпуска атомного топлива и осуществляющий полный цикл его производства.

## Описание
Ядро кластера составляют предприятия, расположенные в г. Новоуральске Свердловской области: Уральский электрохимический комбинат, Новоуральский приборный завод (Уралприбор), Новоуральский научно-конструкторский центр и Уральский завод газовых центрифуг. Непосредственно в сферу влияния УАК входит также ряд предприятий атомной отрасли в иных регионах России: Чепецкий механический завод, ЗАО «ОКБ–Нижний Новгород» и др.

## История
УАК — прямой потомок одного из советских Атомградов (не путать с Атомоград): мощных промышленных комплексов, созданных в ходе осуществления советского атомного проекта в 40-х — 50-х гг. для производства оружейных делящихся материалов, а затем и ядерного топлива для атомных электростанций, судовых и корабельных энергетических ядерных реакторов, исследовательских ядерных реакторов.
Являлся одним из самых секретных объектов СССР, фигурировавшим в закрытых документах как Свердловск-44.
Вместе с объектом Челябинск-40 был приоритетной целью разведывательного полёта Френсиса Гэри Пауэрса.
В советское время город отлично, по меркам СССР, снабжался; однако экологическая обстановка, вследствие несовершенства тогдашних ядерных технологий, частых производственных авралов и в целом недостаточного внимания к экологии в то время, была тяжёлой, местами — катастрофической. Участки со следами радиоактивного загрязнения, исходившего от Атомградов, существуют до сих пор.
Перестройка мало изменила жизнь в Атомградах, но переход к рыночной экономике, сделавший приоритетным требование рентабельности, невыполнимое на советских «закрытых» предприятиях, сказался положительно.
Вследствие структурных преобразований в атомной промышленности предприятия уральского Атомграда приобрели определённую экономическую самостоятельность и получили возможность выделять некоторые средства на решение насущных проблем.
С образованием в 1996 г. ТК «ТВЭЛ», в состав которой вошли все атомные предприятия г. Новоуральска, усилия по нормализации экологической и социальной обстановки в регионе стали планомерными и согласованными. Был налажен непрерывный радиационный мониторинг окружающей среды, нормализована радиационная обстановка непосредственно на предприятиях и созданы средства регулярного информирования о ней.

## Образование УАК
Сложившиеся десятилетиями научно-технические, производственные и экономические связи комплекса оказались в целом продуктивными, и в составе ТК «ТВЭЛ» вскоре возникло неформальное производственное образование из предприятий г. Новоуральска и смежных с ними получившее поддержку со стороны высшего руководства компании.
В конце 2011 г. «Атомный кластер» на Урале был признан в публичных высказываниях персон высокого ранга как эффективная структурная единица, а в середине 2012 г. констатированы его первые успехи.

## Современное состояние
В настоящее время УАК успешно развивается: создаются новые рабочие места, решаются социальные проблемы.
Влиятельное общественное движение города — за либерализацию статуса ЗАТО и его отмену.